# Treif
treif (IPA: tʁaɪ̯f, tʁeːf), trefe oder auch treife (jiddisch טרײף trejf ‘treif (nicht koscher)’) ist ein Ausdruck aus der Kaschrut, den jüdischen Speisegesetzen. Dieses Adjektiv wird unter vielem Anderen in Bezug auf nicht zum Verzehr geeignetes Fleisch verwendet. Das jiddische Wort טרײף trejf ‘treif’ ist von hebräisch טְרֵפָה trefá (טָרֵף taréf / טְרֵפָה trefá / טְרֵפִים  trefím / טְרֵפוֹת trefót) abgeleitet. Etymologisch steht es für (von Raubtieren) gerissenes Aas. Der Begriff steht für alle Speisen, die nicht koscher, demnach rituell unrein sind und deshalb von religiösen Juden nicht gegessen werden dürfen.